# Егубченко, Василий Кириллович
Василий Кириллович Егубченко (1923—1944) — лейтенант Рабоче-крестьянской Красной армии, участник Великой Отечественной войны, Герой Советского Союза (1945).

## Биография
Василий Егубченко родился 20 сентября 1923 года в селе Михайловка Донецкой губернии Украинской ССР (ныне — Александровский район Донецкой области Украины). Получил неполное среднее образование. В январе 1942 года Егубченко был призван на службу в Рабоче-крестьянскую Красную Армию. С апреля того же года — на фронтах Великой Отечественной войны. В 1943 году окончил Объединённое командное танковое училище. К октябрю 1944 года лейтенант Василий Егубченко командовал взводом 202-го танкового батальона 89-й танковой бригады 1-го танкового корпуса 2-й гвардейской армии 1-го Прибалтийского фронта. Участвовал в сражениях на территории Литовской ССР.
В октябре 1944 года во время боя за деревню Верпяны Егубченко со своим взводом прорвал вражескую оборону и ворвался в тыл противника, что вызвало панику в его рядах. Действия Егубченко способствовали успешному наступление батальона, в результате которого было уничтожено 2 танка, 1 самоходное орудие, около 50 вражеских солдат и офицеров. Танкисты Егубченко захватили 2 немецких бронетранспортёра. 10 октября в боях за город Шилуте взвод Егубченко уничтожил бронепоезд противника, захватил эшелон, разгромил колонну из 35 машин, уничтожил более 50 солдат и офицеров противника. 12 октября в бою у населённого пункта Покамонен Шилутского района Егубченко на своём танке в одиночку принял бой против 8 танков «Тигр», подбив два из них, но и сам при этом погибнув вместе со всем экипажем. Похоронен в литовском городе Пагегяй.
Указом Президиума Верховного Совета СССР от 24 марта 1945 года за «образцовое выполнение боевых заданий командования на фронте борьбы с немецкими захватчиками и проявленные при этом мужество и героизм» лейтенант Василий Егубченко посмертно был удостоен высокого звания Героя Советского Союза. Также был награждён орденами Ленина, Отечественной войны 2-й степени, Красной Звезды.
В честь Егубченко названа школа в его родном селе.